# Teugn
Teugn – miejscowość i gmina w Niemczech, w kraju związkowym Bawaria, w rejencji Dolna Bawaria, w regionie Ratyzbona, w powiecie Kelheim, wchodzi w skład wspólnoty administracyjnej Saal an der Donau. Leży około 10 km na wschód od Kelheim, przy autostradzie A93.

## Demografia
| Rok  | Liczba mieszk. |
| ---- | -------------- |
| 1970 | 1066           |
| 1987 | 1220           |
| 2000 | 1451           |

## Oświata
(na 1999)

W gminie znajduje się przedszkole (25 miejsc i 44 dzieci) oraz szkoła podstawowa (4 nauczycieli, 60 uczniów).